# Augusta (Ontario)
Pour les articles homonymes, voir Augusta.
Augusta est une municipalité du Canada située dans les Comtés unis de Leeds et Grenville en Ontario.
Elle compte 7 376 habitants en 2020.
Elle comprend les communautés d'Algonquin, Bisseltown, Blue Church, Centre Augusta, Charleville, Domville, Garretton, Glenmore, Herron's Corners, Limerick Forest, Lords Mills, Maitland, Maynard, McLeanville, McRobert's Corner, North Augusta, Perrin's Corners, Riverview Heights, Roebuck, South Augusta, South Branch, Sparkle City, Stone's Corners et Throoptown.